# Haematopota hieroglyphica
Haematopota hieroglyphica är en tvåvingeart som beskrevs av Gerstaecker 1871. Haematopota hieroglyphica ingår i släktet Haematopota och familjen bromsar. Inga underarter finns listade i Catalogue of Life.